# Єврейський цвинтар (Меджибіж)
49°26′20″ пн. ш. 27°24′39″ сх. д. / 49.438997222222° пн. ш. 27.410816666667° сх. д.

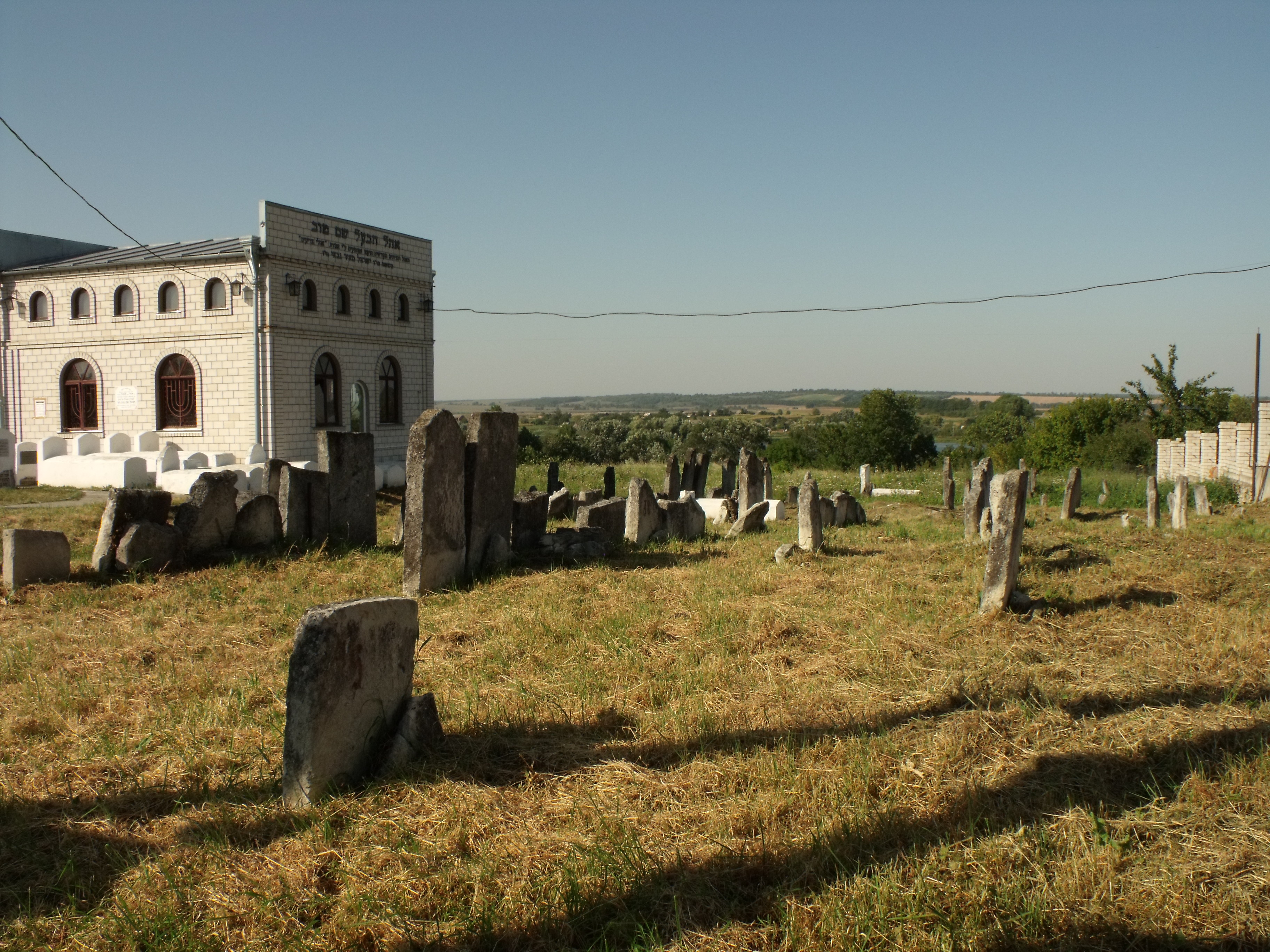
Єврейський цвинтар Меджибіж (2011)

Меджибізький єврейський цвинтар розташований у селищі міського типу Меджибіж Хмельницької області на заході України. На єврейському цвинтарі на півночі села збереглися численні надгробки.

## Короткий опис
Цвинтар розташований на високому пагорбі правого берега річки Бужок і являє собою неправильної форми ділянку розмірами 120 х 75 метрів.
На єврейському цвинтарі Меджибожа налічується близько 200 надгробків, найдавніші з яких датуються ще XVI століттям.
Збереглась лише частина надгробків, що тяжіють до входу і оточують могилу Баал Шем Това. Зокрема, зберігся пам'ятник 1555 року на могилі Гіли, дочки р. Шмуеля. Напис нанесено на обох боках стели, позбавленої будь-яких зображень чи декору.
За результатами інвентаризації некрополя, проведеної в 1988—1990 роках, дослідник цвинтаря І. Дворкін поділяє його на три сектори. Найдавніша ділянка (сектор В) розташована навпроти входу до кладовища й межує з кевером (надмогильною буцовою) Бепгга. Саме тут знайдено жіночий надгробок середини XVI ст.
Багато з пам'ятників кінця XVIII — початку XIX століть мають високохудожні зображення та витончені написи.
В кінці XX ст. в Меджибожі на єврейському кладовищі зроблено некрополь, де похований засновник хасидизму, а також його учні. Поруч споруджено синагогу.
Єврейський  некрополь, де поховано засновника хасидизму Ісраеля Баал-Шем-Това (1698—1760 роки) в Меджибожі є пам'яткою історії XVI—XIX ст., яку внесено до Державного реєстру нерухомих пам'яток України.
Цей некрополь залишається й зараз важливим центром паломництва хасидів з усього світу.

## Галерея

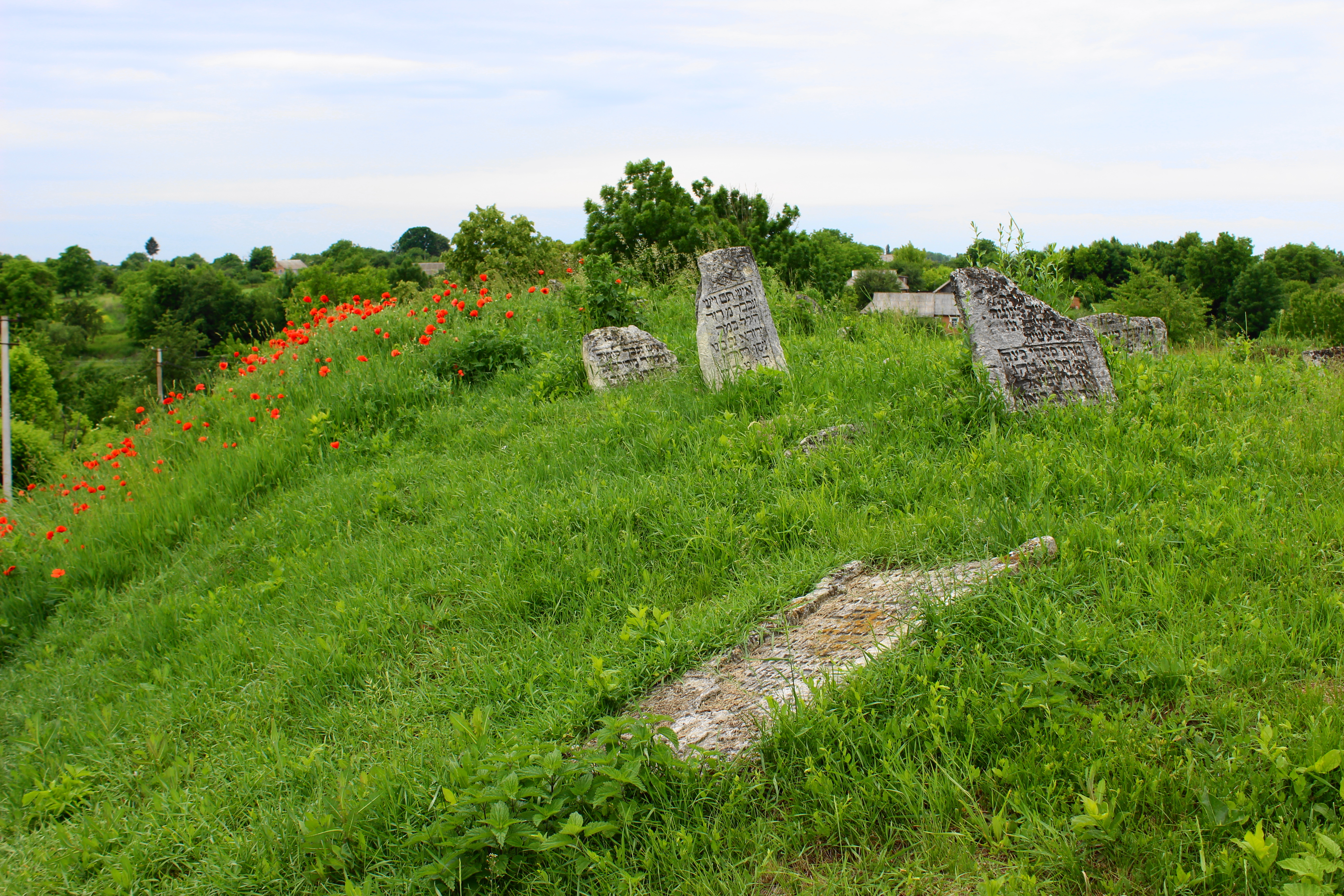
Загальний вигляд старого цвинтаря
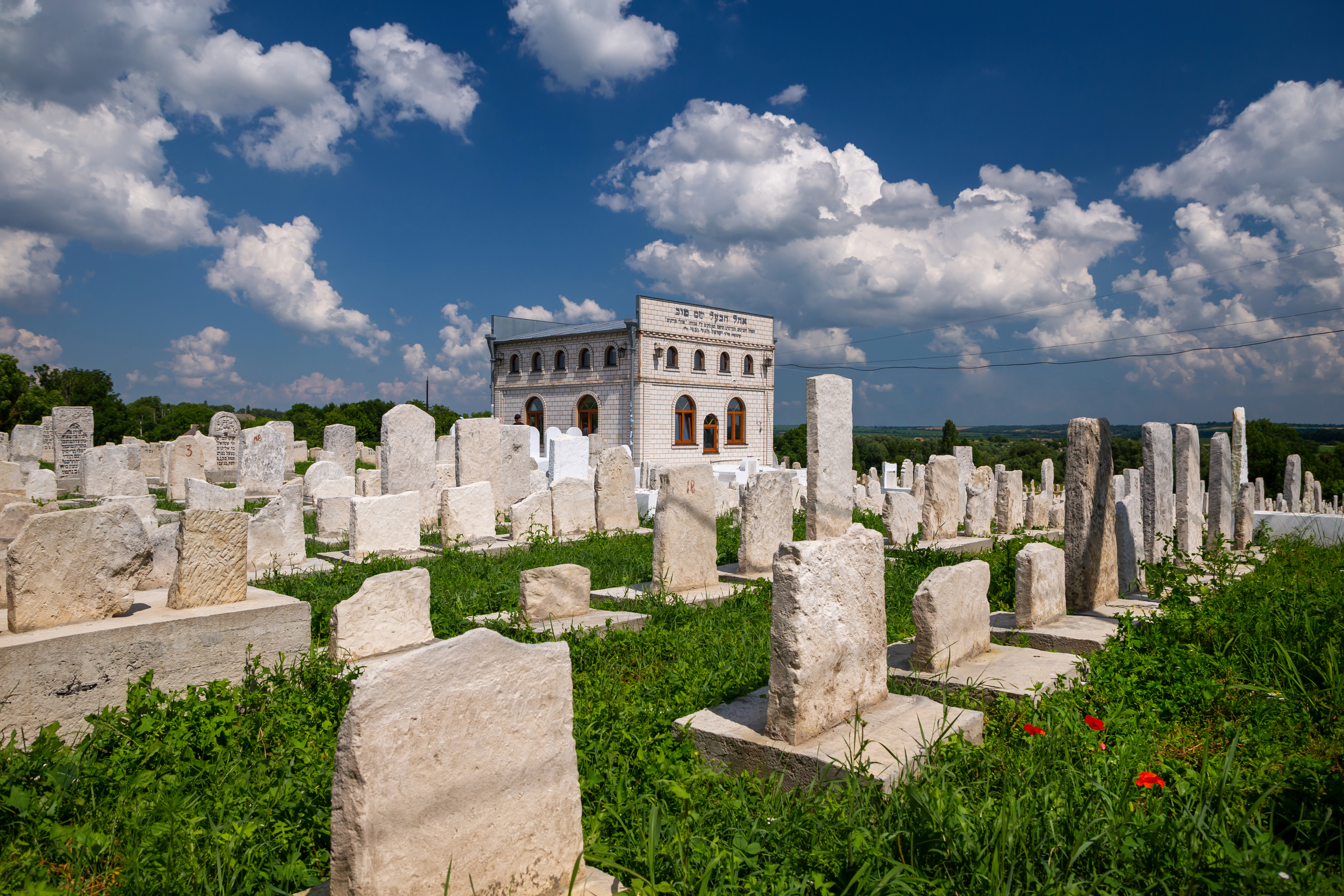
Єврейський некрополь
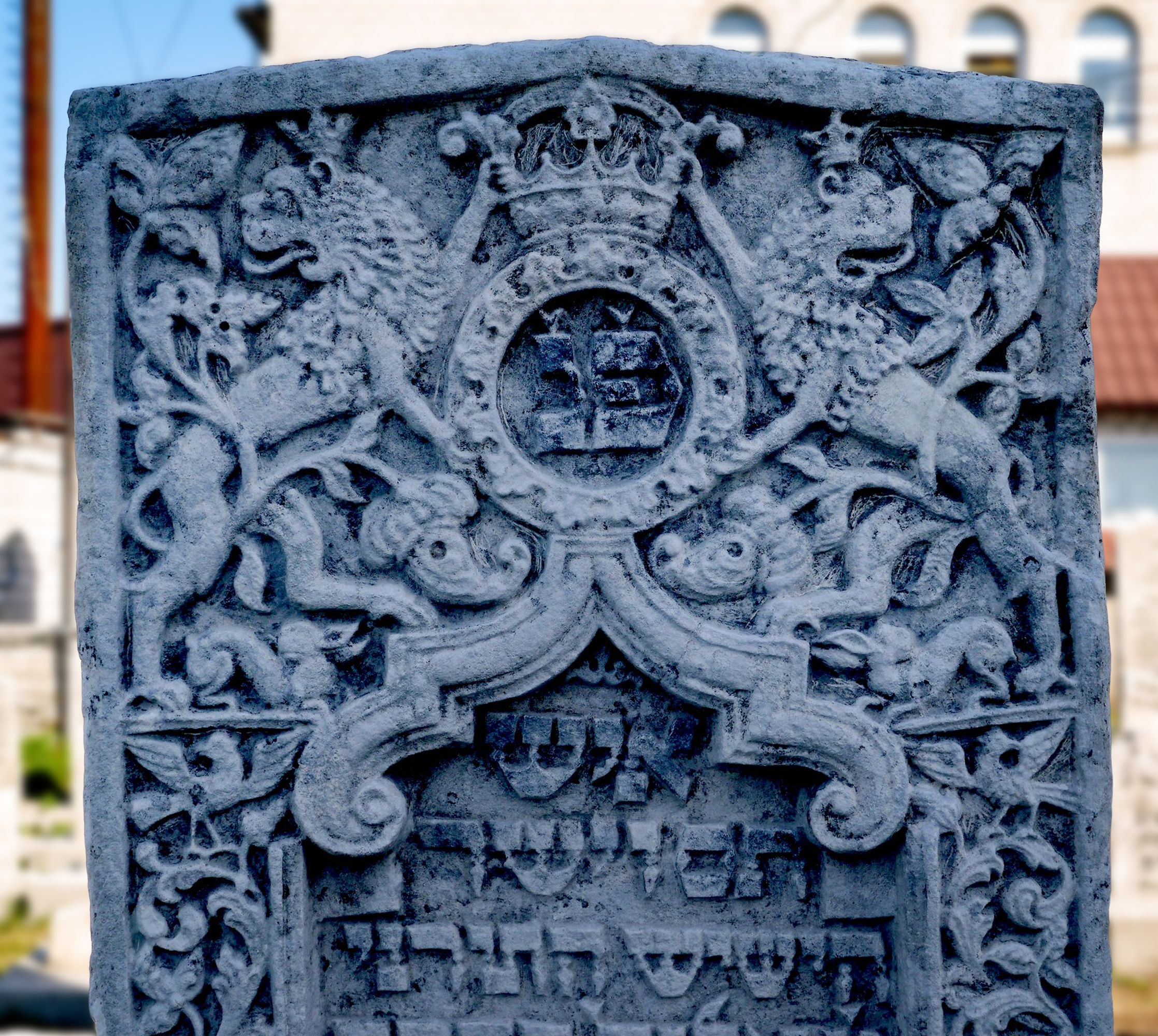
Мацева на єврейському кладовищі
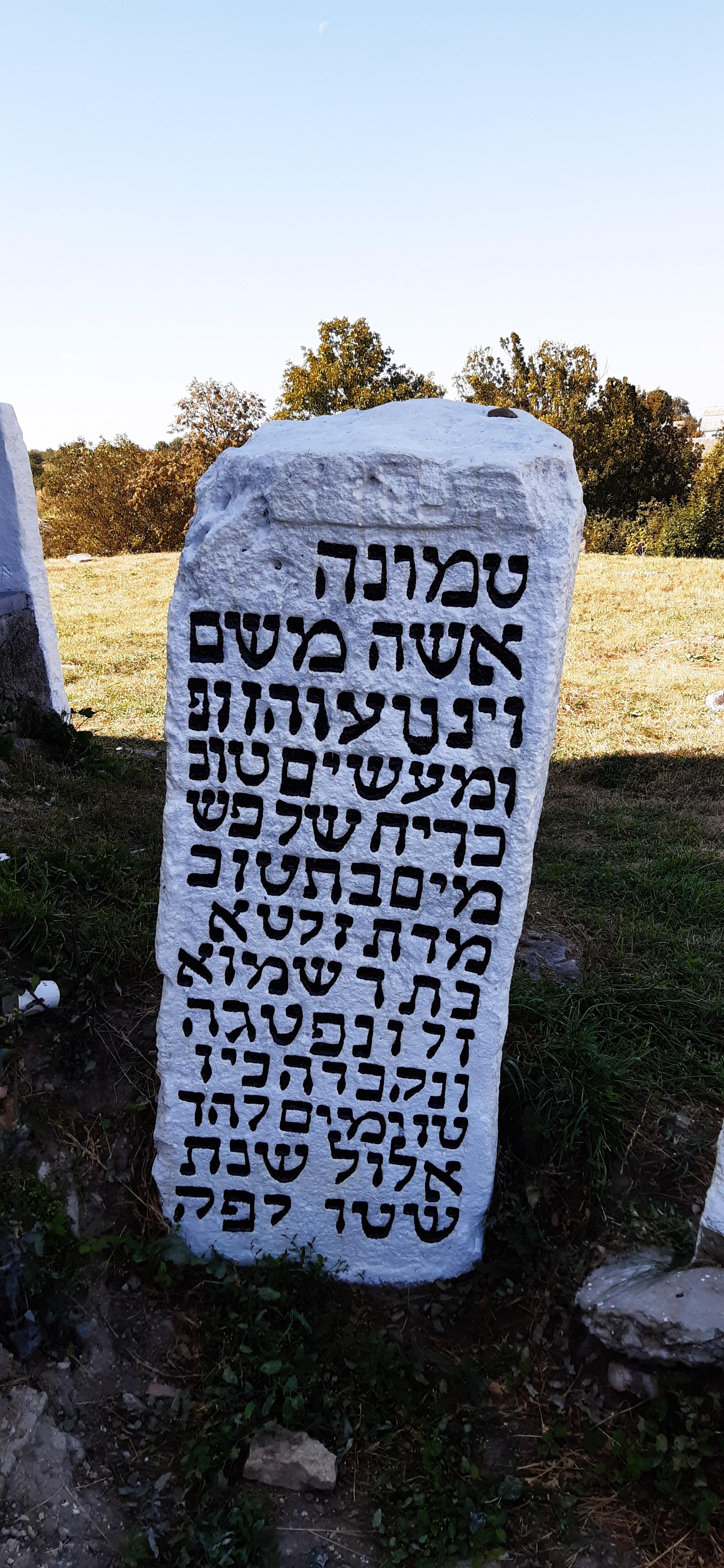
Мацеви пофарбовано влітку 2019 року
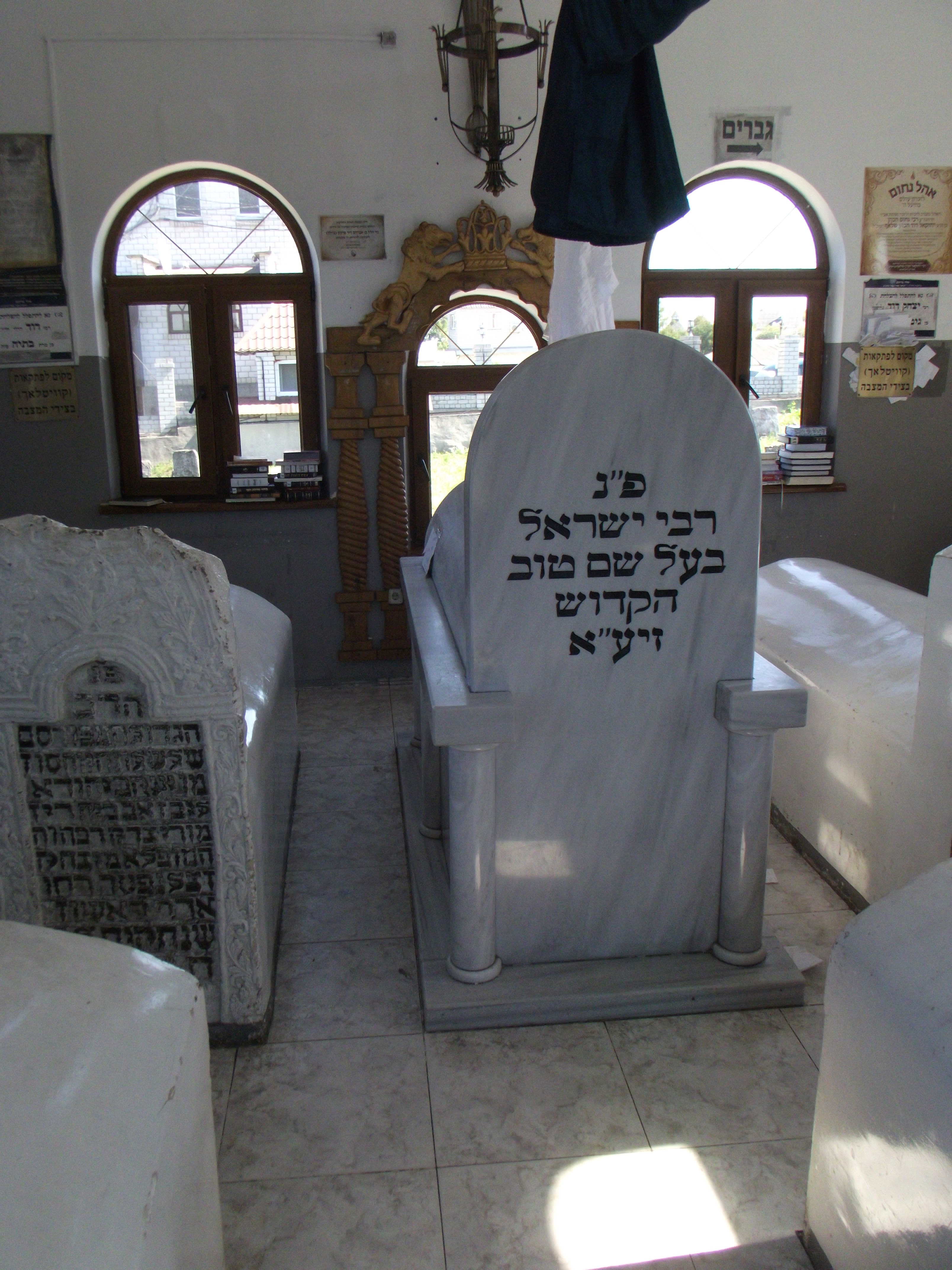
Надгробок Баал Шем Това (Ізраель бен Еліезер 1698–1760)
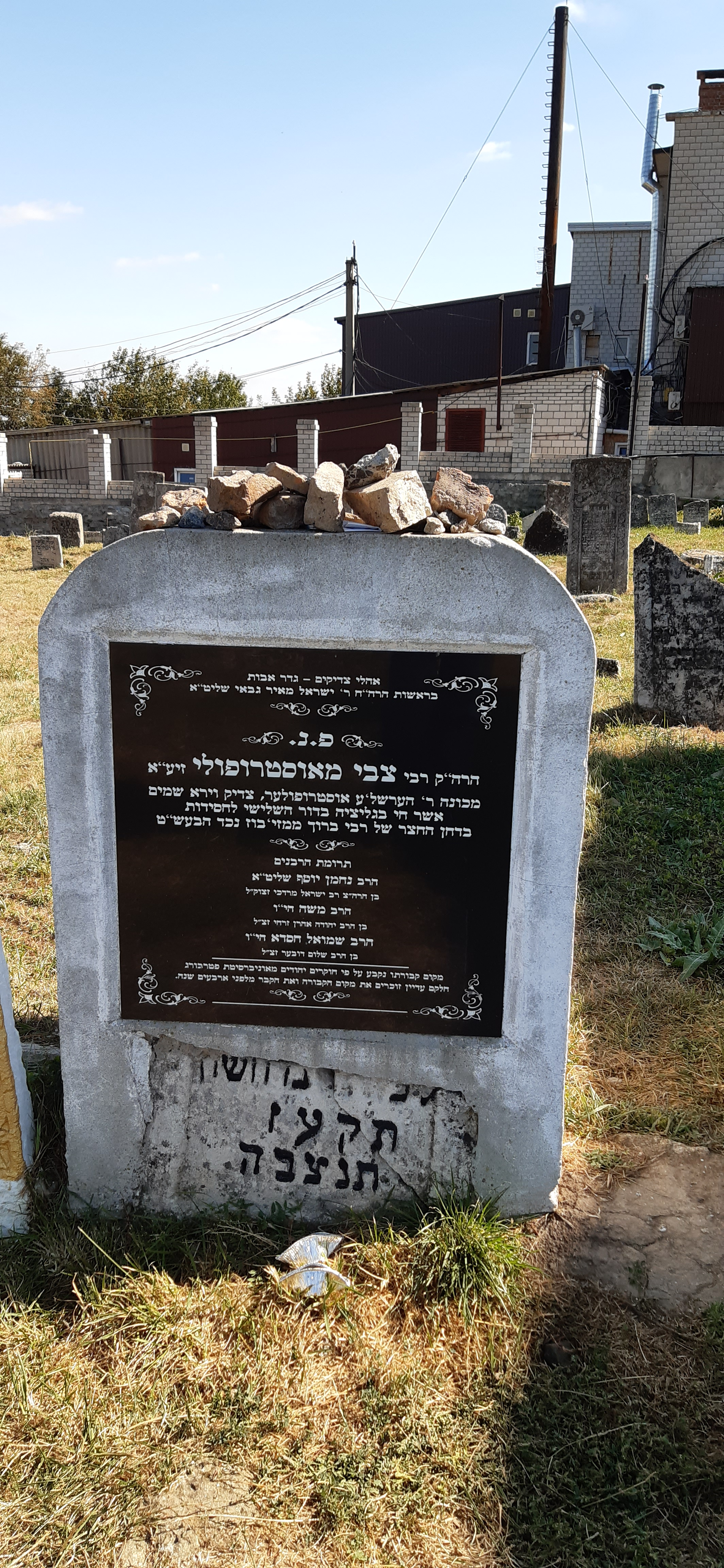
Поховання Герша Острополера
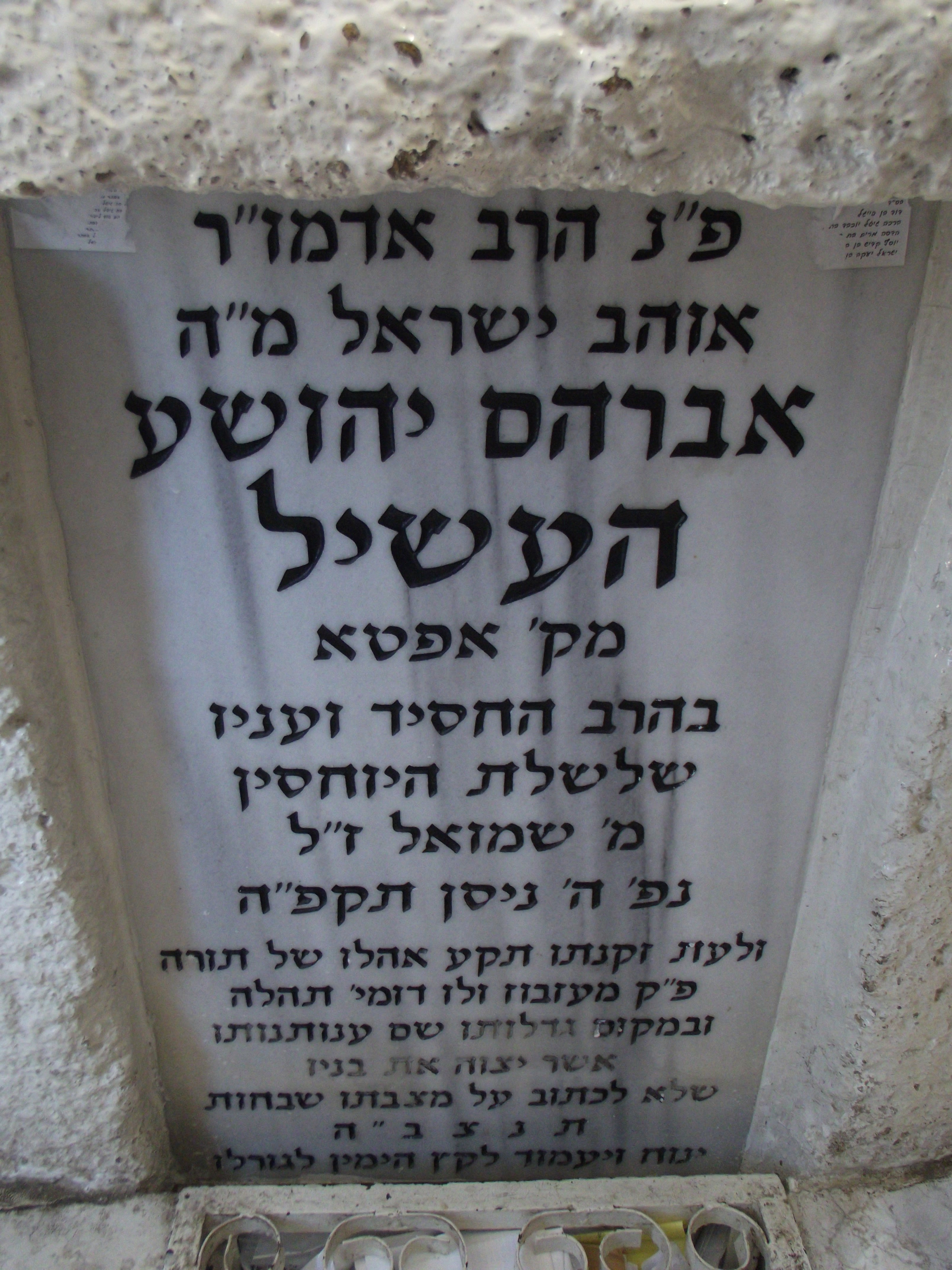
Фрагмент надгробку раббі Аврагама Єгошуа Гешеля з Апти (Опатова) (1748–1825 рр.), відомого як Аптер рав («Раббі з Апти») та «Огев Ісраель»